# Nakamura Murao
Nakamura Murao (jap. 中村 武羅夫, Nakamura Murao; * 4. Oktober 1886; † 13. Mai 1949) war ein japanischer Literaturtheoretiker und -kritiker.
Nakamura stieß mit dem Artikel Honkaku shōsetsu to shinkyō shōsetsu to, den er Anfang 1924 in der Literaturzeitschrift Shin shōsetsu veröffentlichte, die Debatte um den „Ich-Roman“ und den „Authentischen Roman“ (honkaku shōsetsu) an. Hierbei stellt er dem japanisch geprägten Ich-Roman, der, aus der persönlichen Perspektive des Erzählers verfasst, in den Vordergrund stellt, wer einen Text geschrieben hat, den in der Er-Form geschriebenen europäischen Roman gegenüber, bei dem im Vordergrund steht, was in einem Text geschrieben ist. Zugleich aber sah er im Ich-Roman die authentischere Literaturform, da dem „Authentischen Roman“, der nicht nur auf der eigenen Erfahrung des Autors basiere, zwangsläufig Fiktionen beigemischt seien. Die Thematik wurde von Kritikern wie Kume Masao und anderen in den folgenden Jahren aufgenommen und diskutiert.